# The Odyssey (miniserie)
The Odyssey is een met een Emmy award bekroonde en voor de Golden Globe genomineerde miniserie uit 1997, die toentertijd werd uitgezonden op NBC. Het filmen vond plaats op Malta, Turkije en andere plaatsen rond de Middellandse Zee. Voor de dvd-versie van de miniserie, is de film bewerkt tot een 3-uur-durende film. Door deze reden wordt de miniserie vaak onterecht film genoemd.

## Verhaal
Dit is het verhaal van Odysseus van Ithaka, die na het vertrek van zijn land Ithaka, om mee te vechten in de Trojaanse oorlog, door allerlei tegenstribbelingen en hindernissen niet terug kon keren naar zijn land.
De tekst op de achterzijde van de cover vertelt ons:

De goden maken Odysseus en zijn mannen tot pionnen in een spel. Ze dwingen hen omwegen te maken die hun reis met jaren vertraagt en in conflict brengt met Circe, de Cycloop en Poseidon. Uiteindelijk daalt Odysseus zelf af in de onderwereld. Ondertussen moet Odysseus' vrouw, Penelope, zich de mannen van het lijf houden, die het voorzien hebben op Odysseus' eigendommen. Ze denken dat hij dood is, maar hij blijft, met hulp van Athene, zijn weg terug naar huis zoeken.

Net zoals het voorkomen van de Odyssee van Homerus in de serie, komen er ook delen in voor uit Homerus' andere epos, de Ilias, met gevechten en andere scènes. Het bevat ook delen van de Aeneis van Vergilius, zoals het paard van Troje.

## Rolverdeling
| Acteur              | Personage  |
| ------------------- | ---------- |
| Armand Assante      | Odysseus   |
| Greta Scacchi       | Penelope   |
| Isabella Rossellini | Athena     |
| Vanessa L. Williams | Kalypso    |
| Geraldine Chaplin   | Euryclea   |
| Eric Roberts        | Eurymachus |
| Irene Papas         | Anticlea   |
| Bernadette Peters   | Circe      |
| Christopher Lee     | Tiresias   |
| Jeroen Krabbé       | Alcinoüs   |
| William Houston     | Anticlus   |
| Nicholas Clay       | Menelaus   |
| Vincenzo Nicoli     | Agamemnon  |
| Alan Stenson        | Telemachus |
| Tony Vogel          | Eumaeus    |
| Michael J. Pollard  | Aeolus     |
| Ron Cook            | Eurybates  |
| Paloma Baeza        | Malanthe   |

## Anders dan Homerus' Odyssee
- Gebeurtenissen zoals Odysseus' ontmoetingen met de Sirenen, de Laestrygonen, de Lotuseters, en de runderen van Helios zijn weggelaten uit de serie.
- Het verhaal wordt in chronologische volgorde verteld, vanaf de geboorte van Telemachos tot de terugkomst op Ithaka. In Homerus' Odyssee is geen sprake van chronologische vertelling; daar start het verhaal bij de Phaeaken.
- Nicholas Clay's uiterlijk van Menelaus in de serie is niet gelijk aan het uiterlijk van de Menelaus van Homerus. In Homerus' verhaal heeft Menelaus rood haar.
- Hector daagt Achilles uit om te vechten, in plaats van Achilles die Hector uitdaagt in het epos.
- Achilles doodt Hector midden in het slagveld, in plaats van in een duel.
- Achilles sterft in het epos in het tiende jaar van de oorlog en niet in het zevende, zoals in de serie.
- In de serie wordt alleen Laocoön gewurgd door de slang, en niet samen met zijn twee zonen.
- Odysseus treft Aeolus achter een waterval op een simpele troon aan, in plaats van in een mooi paleis zoals in het epos.
- De scène waarin Odysseus ontdekt dat hij vijf jaar bij Kirke was geweest klopt niet in vergelijking met Homerus' versie; daar bleef Odysseus maar één jaar bij Kirke.
- In het epos vertelt de moeder van Odysseus, Anticlea, alleen dat ze zichzelf van het leven heeft beroofd, niet de manier waarop. In de serie echter wel.
- In het epos veranderen de mannen van Odysseys alleen in zwijnen, maar in de serie veranderen ze ook in een leeuw, een chimpansee en een zwarte panter.
- In het boek sterft Elpenor door van het dak van Kirke af te vallen. In de serie sterft hij doordat hij in de bek van Charybdis valt.
- Scylla heeft in de serie maar drie hoofden (naar de cover van de DVD kijkend), in plaats van zes hoofden in het epos. Ook leeft Scylla niet in een grot, zoals in de serie, maar op een rots naast een kloof. Ook leeft Charybdis aan de andere kant van die kloof, en niet zoals in de serie aan het eind van de rivier door de grot.
- Als Telemachus naar Sparta reist om Menelaus te zien, komt hij niet, in tegenstelling tot het epos, de beroemde vrouw van Menelaus tegen: Helena.
- In de serie blijft Odysseus iets meer dan twee jaar bij Kalypso. In het epos blijft Odysseus echter zeven jaar.
- De oude hond Argos komt niet voor in de film.
- Als Euryclea Odysseus herkent, vertelt ze hem niet welke slavinnen vreemd zijn gegaan met de vrijers. Zo is ook de scène dat de vreemdgegane slavinnen worden opgehangen, weggelaten in de serie.
- Antinous probeerde in het epos nooit om de boog te spannen. In de serie echter wel.
- Vele vrijers sterven op een andere manier in de serie dan in het epos.
- In het epos is het aantal vrijers ongeveer 100; in de serie veel minder.
- In het epos zijn er meerdere slavinnen vreemdgegaan met de vrijers, in de serie echter alleen Malanthe.
- Penelope test Odysseus niet over het bed, zoals in het epos.

## Bron
1. ↑  IMDb: Emmy Awards: 1997